# Amphiura catephes
Amphiura catephes är en ormstjärneart som beskrevs av Clark 1938. Amphiura catephes ingår i släktet Amphiura och familjen trådormstjärnor. Inga underarter finns listade i Catalogue of Life.